# ルートヴィヒ・ヴェーバー
ルートヴィヒ・ヴェーバー（ドイツ語：Ludwig Weber、1899年7月29日 -  1974年12月9日）はオーストリアの声楽家（バス）、音楽教育者。生地のウィーン方言によりウェーバーと表記される場合がある。  

## 生涯
ウィーンで生まれる。ウィーン応用芸術学校（現：ウィーン応用美術大学）でアルフレート・ロラーの絵画と空間演出のアトリエで学んだ後、イタリアでアルフレッド・ボルッタウ（1877年 - 1940年）に声楽を師事した。1920年にウィーン・フォルクスオーパーでデビューし、1925年まで在籍した。その後、ヴッパータール（1925-27）、デュッセルドルフ（1927-30）、ケルン（1930-33）を経て、1933年からはミュンヘンのバイエルン国立歌劇場のメンバーとなった。クレメンス・クラウスの指揮のもとで、1938年にはリヒャルト・シュトラウスの『平和の日』の初演に参加した（ハンス・ホッター、ヴィオリカ・ウルスレアクと共に）1945年から引退（1965年頃）するまではウィーン国立歌劇場のメンバーで、約800回の公演で33役を歌った。 
ザルツブルク音楽祭では、1939年から1947年まで、『魔笛』ザラストロ、『ドン・ジョヴァンニ』騎士団長、『後宮からの誘拐』オスミンなどを歌った。ゴットフリート・フォン・アイネムの『ダントンの死』（1947年）の制作にも参加している。 
特にワーグナー歌手として知られる彼は、1951年から1962年までバイロイト音楽祭で、グルネマンツ、ハーゲン、ファーゾルト、マルケ王、ティトゥレル、ダーラント、ポーグナー、コートナー、ハインリヒ・デア・フォーグラーを歌った。彼は1930年からパリのシャンゼリゼ劇場に出演したほか、ミラノのスカラ座、コヴェント・ガーデン、ブエノスアイレスのコロン劇場、フィレンツェのミュージカル・マイなど、世界中の主要なオペラハウスに客演している。 
オペラのほか、リートのリサイタルやオラトリオの歌唱も数多く行った。 
1961年からザルツブルクのモーツァルテウムの教授となった。 
ヴェーバーは、20世紀で最も丸みがあり、暖かく、最も調和のとれた強力なバスの声を持つ一人として認められた。また、キャリアの最後まで声量と音色を保っていた。 
代表的な役柄として、『パルジファル』グルマネンツ、『神々の黄昏』ハーゲン、『ラインの黄金』ファーゾルト、『トリスタンとイゾルデ』マルケ王（いずれもリヒャルト・ワーグナー）、モーツァルト『魔笛』ザラストロ、ベートーヴェン『フィデリオ』ロッコ、ムソルグスキー『ボリス・ゴドゥノフ』タイトルロール、リヒャルト・シュトラウス『ばらの騎士』オックス男爵『影のない女』バラクなどがある。 
声質や歌うスタイルの観点から、クルト・モルはヴェーバーの後継者と呼ばれることがあった。 
1974年12月9日ウィーンで死去。75歳没。 
彼の墓はウィーンのグリンツィンガー墓地 （グループ11、列5、番号2）にある。 

## 受賞歴
- 1959：宮廷歌手の専門職（オーストリア）
- 1966：ウィーン国立歌劇場名誉団員

## ディスコグラフィー（主なもの）
- Aida: Joseph Keilberth and the Reichssenders Orchestra Stuttgart singing the role of Ramphis
- Boris Godunov: excerpts only with Carl Leonhardt and the Reichssenders Orchestra Stuttgart, singing the title role
- Don Giovanni: with Rudolf Moralt (1955) singing the role of the Commendatore
- Der fliegende Holländer: with Hans Knappertsbusch (1955) singing the role of Daland
- Götterdämmerung: excerpts only with Wilhelm Furtwängler (1937) singing the role of Hagen
- Götterdammerung: with Rudolf Moralt (1949) singing the role of Hagen
- Götterdammerung: with Hans Knappertsbusch (1951) singing the role of Hagen
- The Magic Flute: with Herbert von Karajan (1950) singing the role of Sarastro
- Die Meistersinger von Nürnberg: with Hans Rosbaud (Milan, 1955) singing the role of Pogner the goldsmith
- Die Meistersinger von Nürnberg: with Hans Knappertsbusch (1960) singing the role of Fritz Kothner the baker
- Mozart/Sussmayr Requiem with Jascha Horenstein
- Parsifal: with Hans Knappertsbusch (1951) singing the role of Gurnemanz
- Parsifal: with Clemens Krauss (1953) singing the role of Gurnemanz
- Das Rheingold: with Joseph Keilberth (1955) singing the role of Fasolt
- Der Ring des Nibelungen: with Wilhelm Furtwängler (1950) singing the roles of Fasolt, Hunding, Fafner and Hagen
- Der Rosenkavalier: with Erich Kleiber (1954) singing the role of Baron Ochs
- Tristan und Isolde: with Herbert von Karajan (1952) singing the role of King Marke